# Neopanorpa lui
Neopanorpa lui är en näbbsländeart som beskrevs av Chou, Ran in Chou, Ran och Wang 1981. Neopanorpa lui ingår i släktet Neopanorpa och familjen skorpionsländor. Inga underarter finns listade i Catalogue of Life.